# District de garde de Chinkai
Le district de garde de Chinkai (鎮海警備府, Chinkai Keibifu) est la principale base navale de la marine impériale japonaise en Corée avant et durant la Seconde Guerre mondiale. Situé dans le sud de la Corée (actuelle Jinhae) (35° 11′ N, 128° 34′ E), le district était responsable du contrôle du stratégique détroit de Shimonoseki et des patrouilles le long des côtes coréennes et dans la mer du Japon.

## Histoire
Les districts de garde (警備府, Keibifu) étaient des bases navales de second niveau, similaires aux districts navals (鎮守府) de premier niveau, avec des docks, des dépôts de carburant et généralement un chantier naval ou une école de formation. Ils étaient établis sur les couloirs maritimes stratégiques ou les villes portuaires importantes dans un but défensif. Dans le concept, un district de garde est similaire à celui des Sea Frontier (en) de la marine américaine. Le district maintenait une petite garnison de navires des forces de débarquement de la marine impériale japonaise (en) qui recevait directement ses ordres du commandant du district naval, et accueillait des détachements des nombreuses flottes assignées temporairement au district.
Le port de Chinkai en Corée est une zone historiquement liée au Japon, étant le lieu d'établissements commerciaux japonais au XVe et XVIe siècles. Plus récemment, c'est à cet endroit où l'amiral Tōgō Heihachirō assembla sa flotte combinée en attendant l'arrivée de la flotte russe de la Baltique avant la bataille de Tsushima durant la guerre russo-japonaise.
Après l'annexation de la Corée par l'empire du Japon en 1905, la marine impériale japonaise construisit d'importantes installations portuaires à Chinkai, transformant la petite ville en important port maritime. La ville est élevée au rang de district de garde le 1er avril 1916, cependant, après la guerre russo-japonaise, elle perd de son importance stratégique et devient une zone secondaire. Lors de la reddition du Japon, Chinkai est occupée par l'escadre 64 de destroyers de la marine américaine menée par l'USS Harry E. Hubbard. Le site est reconstruit et utilisé pendant la guerre de Corée. Après l'indépendance de la Corée en 1945, le site est rendu à la marine de la République de Corée, et reste aujourd'hui une importante base navale.
Une base navale subsidiaire sous le commandement du district de garde de Chinkai existait à Rashin (actuelle Rason sur la côte est de la Corée du Nord, 42° 20′ 02″ N, 130° 23′ 56″ E), près de la frontière avec l'Union soviétique.

## Ordre de bataille au moment de l'attaque de Pearl Harbor
- District de garde de Chinkai (Amiral Ikuta Sakamoto)
  - Destroyer Minekaze (en)
  - AP Ryotaku Maru
- Groupe aérien de Chinkai
  - 6 Kawanishi E7K Alf
- Force de garde de Chinkai
  - Division 32 de destroyes (Amiral Owada)
    - Detroyer Asagao
    - Detroyer Fuyo
    - Detroyer Karukaya (en)

  - Division 48 de dragueurs de mines
  - Division 49 de dragueurs de mines
  - Forces de la base de Rashin (Amiral Sukigara)

## Liste des commandants

### Commandant officiers
- Vice-Amiral Kujuro Yamaguchi (1er avril 1916 - 1er décembre 1916)
- Vice-Amiral Kichitaro Togo (1er décembre 1916 - 1er décembre 1918)
- Vice-Amiral Hiromi Tadokoro (1er décembre 1918 - 1er décembre 1919)
- Vice-Amiral Tomojiro Chisaka (1er décembre 1919 - 1er décembre 1920)
- Vice-Amiral Kazuyoshi Yamaji (1er décembre 1920 - 1er décembre 1922)
- Amiral Saburo Hyakutake (1er décembre 1922 - 1er juin 1923)
- Vice-Amiral Shozo Kuwashima (1er juin 1923 - 5 février 1924)
- Vice-Amiral Kikuo Matsumura (5 février 1924 - 15 avril 1925)
- Vice-Amiral Taro Inutsuka (15 avril 1925 - 1er décembre 1926)
- Vice-Amiral Naotaro Nagasawa (1er décembre 1926 - 1er décembre 1927)
- Vice-Amiral Junichi Kiyokawa (1er décembre 1927 - 1er juillet 1929)
- Vice-Amiral Kanjiro Hara (1er juillet 1929 - 1er décembre 1930)
- Amiral Mitsumasa Yonai (1er décembre 1930 - 1er décembre 1932)
- Amiral Kōichi Shiozawa (1er décembre 1932 - 17 janvier 1934)
- Vice-Amiral Hisao Ichimura (17 janvier 1934 - 15 novembre 1934)
- Vice-Amiral Seizaburo Kobayashi (15 novembre 1934 - 16 mars 1936)
- Vice-Amiral Tsugumatsu Inoue (16 mars 1936 - 1er décembre 1936)
- Vice-Amiral Keitaro Hara (1er décembre 1936 - 1er décembre 1937)
- Vice-Amiral Jugoro Arichi (1er décembre 1937 - 15 novembre 1938)
- Vice-Amiral Sonosuke Kobayashi (15 novembre 1938 - 15 avril 1940)
- Amiral Nishizō Tsukahara (15 avril 1940 - 1er septembre 1941)
- Vice-Amiral Ikuta Sakamoto (1er septembre 1941 - 15 septembre 1942)
- Vice-Amiral Eiji Goto (15 septembre 1942 - 9 septembre 1944)
- Vice-Amiral Takazumi Oka (9 septembre 1944 - 20 avril 1945)
- Vice-Amiral Gisaburo Yamaguchi (20 avril 1945 - septembre 1945)

### Chefs d'État-major
- Contre-amiral Sano Tsuneha (4 avril 1916 - 1er décembre 1917)
- Contre-amiral Heigo Teraoka (1er décembre 1917 - 26 May 1919)
- Contre-amiral Yasuzo Torisaki (15 juin 1921 - 10 novembre 1922)
- Contre-amiral Chikateru Takasaki (10 novembre 1922 - 1er décembre 1924)
- Contre-amiral Naojiro Honshuku (1er décembre 1924 - 1er décembre 1926)
- Contre-amiral Sunao Matsuzaki (1er décembre 1926 - 10 décembre 1928)
- Contre-amiral Kentaro Kojima (15 novembre 1930 - 15 novembre 1932)
- Vice-amiral Yoshinobu Shishido(15 novembre 1932 - 1er novembre 1934)
- Contre-amiral Kohei Ochi (1er novembre 1934 - 1er décembre 1936)
- Contre-amiral Junichi Mizuno (1er décembre 1936 - 1er décembre 1937)
- Vice-amiral Sadaichi Matsunaga (1er décembre 1937 - 15 novembre 1939)
- Vice-amiral Tamotsu Takama (15 novembre 1939 - 15 novembre 1940)
- Contre-amiral Shigeki Ando (15 novembre 1940 - 25 février 1942)
- Contre-amiral Keiichi Onishi (25 février 1942 - 25 juin 1943)
- Contre-amiral Katsuya Sato (25 juin 1943 - 15 août 1944)
- Contre-amiral Chitoshi Ishizuka (15 août 1944 - 15 avril 1945)
- Contre-amiral Haruo Katsuta (15 avril 1945 - 29 novembre 1945)